# Madail
Madail est une ancienne paroisse civile portugaise (en portugais : freguesia) de la municipalité d'Oliveira de Azeméis dans le district d'Aveiro.
La loi no 11-A/2013 du 28 janvier 2013, portant réorganisation administrative du territoire des freguesias, fusionne Madail avec les paroisses voisines d'Oliveira de Azeméis, Santiago de Riba-Ul, Ul et Macinhata da Seixa pour former l’União das freguesias de Oliveira de Azeméis, Santiago de Riba-Ul, Ul, Macinhata da Seixa e Madail (dont le siège est à Oliveira de Azeméis).